# Chapelle Sainte-Anne du Bourguet
Pour les articles homonymes, voir Chapelle Sainte-Anne et Bourguet.
La chapelle Sainte-Anne est située sur la commune du Bourguet, dans le département du Var.

## Histoire
La chapelle Sainte-Anne du Bourguet est une annexe de la commanderie des templiers, de Comps-sur-Artuby. Elle date du XIIIe siècle.
La chapelle est inscrite au titre des monuments historiques depuis le 15 octobre 1971.

## Bâtiment
De style roman provençal, la chapelle mesure moins de 5 mètres de hauteur, sur environ 15 mètres de long. Son abside est en forme de cul-de-four. Son portail d'entrée est surmonté d'un fenestron est forme de crucifix. Sa nef, voûtée, est composée de 3 travées.

## En savoir plus